# 石井洋祐
石井 洋祐（いしい ようすけ、1957年7月20日 - ）は、静岡県出身の俳優。ミズキ事務所所属。

## 略歴
明星大学中退。文学座付属研究所、青年座研究所を経て、夢の遊眠社にて活躍。趣味はゴルフ、大工、ウクレレ。

## 出演

### テレビドラマ
NHK
- 花も実もある（1990年、NHK） - 目白隆
- 腕におぼえあり（1992年） - 松平左門
- 天地人（2009年） - 山崎専柳斎
- 坂の上の雲（2009年） - 山田彦八
- 龍馬伝（2010年） - 川邊左右夫
- 江〜姫たちの戦国〜（2011年） - 酒井忠利
- 軍師官兵衛（2014年） - 納屋小左衛門
- まんぷく（2018年） - 井坂権三

日本テレビ
- 銀狼怪奇ファイル（1996年） - 藤森康弘
- 夜逃げ屋本舗（2003年） - 魚住社長
- 警視庁鑑識班2004（2004年） - 石田孝明
- 火曜サスペンス劇場
  - 「浅見光彦ミステリー7」（1990年） - 池田謙
  - 「松本清張作家活動40年記念スペシャル・ゼロの焦点」（1991年）
  - 「取調室6」（1997年） - 波多野仁
  - 「警視庁鑑識班」（1997年 - 2005年） - 石田孝明
  - 「転勤判事2」（1998年） - 津川勇作
  - 「九門法律相談所8」（1998年） - 神谷
  - 「刑事・鬼貫八郎8」（1998年）
  - 「取調室9」（1998年） - 坂下仁
  - 「逃げる女」（1999年） - 二見雅彦

TBS
- とんぼ（1988年） - 喫茶店店員・清水
- 渡る世間は鬼ばかり（1996年） - 明石医師
- だいじょーぶママ（1997年）
- こちら本池上署
  - （2002年） - 神野道夫
  - （2005年） - 生島高志
- スウとのんのん（2005年） - 山田学
- 月曜ドラマスペシャル
  - 「ハロー張りネズミ」（1996年） - 古川秀樹
  - 「獄門島」（1997年） - 了沢
- 月曜ゴールデン
  - 「パートタイム裁判官2」（2007年）
  - 「探偵 左文字進11」（2007年） - 川北刑事
  - 「緑川警部シリーズ1」（2009年） - 山形郁夫
  - 「世直し公務員ザ・公証人8」（2009年） - 野口孝雄
  - 「ヤメ判 新堂謙介 殺しの事件簿1」（2011年） - 大塚友幸
  - 「松本清張没後20年スペシャル・寒流」（2013年）
  - 「縁側刑事1」（2013年） - 柿崎信彦
- 月曜名作劇場
  - 「警視庁心理捜査官・明日香5」（2016年） - 下川刑事

フジテレビ
- バケルくん（1987年） - 今村警察官
- MORUMO 1/10（1987年） - 持永平次
- 魔法少女ちゅうかなぱいぱい!（1989年） - 五目殿下
- 京都グルメ旅行殺人事件（1989年） - 杉陽二
- 美少女仮面ポワトリン（1990年） - 宇宙人
- まさか、私が（1991年）
- 噺家カミサン繁盛記（1991年） - かえる家小判
- うたう!大龍宮城（1992年） - スズメダイ
- 振り返れば奴がいる（1993年） - 橋本巌
- 銭形平次（1995年） - 福松
- 指輪 (小説)（1995年） - 勅使河原勉
- 金曜エンタテイメント
  - 「おばさんデカ 桜乙女の事件帖」（1995 - 1998年） - 丹羽武史
  - 「おだまりコンビシリーズ1」（1999年） - 渡辺マネージャー
  - 「音の犯罪捜査官・響奈津子7」（2005年） - 山崎幸男
- 金曜プレステージ
  - 「浅見光彦シリーズ (フジテレビのテレビドラマ)25」（2007年） - 市場刑事
  - 「小京都連続殺人事件2」（2012年） - 土屋教頭
- いじわるばあさん（2011年）

テレビ朝日
- 殿さま風来坊隠れ旅（1994年） - 板東染吉
- ビーファイターカブト（1996年） - 高野隆一
- 暴れん坊将軍
  - 暴れん坊将軍VII 第10話「夢で拾った百両」（1996年） - 虎吉
  - 暴れん坊将軍IX 第2話「狙われた女の園 消えた五千両の謎」（1998年） - 鶴吉
- ビーロボカブタック（1997年） - 高円寺正寅
- はみだし刑事情熱系（1998年） - 篠原真一
- 女刑事みずき〜京都洛西署物語〜（2005年） - 広瀬雄司
- 相棒
  - Season 5 第19話「殺人シネマ」（2007年） - 江守義彦
  - Season12 第17話「ヒーロー」（2014年） - 菅井修二
- 警視庁捜査一課9係（2007年） - 河村明良
- DOCTORS〜最強の名医〜（2013年） - 蔵本昌弘
- グッドパートナー 無敵の弁護士（2016年） - 島津善治郎
- ケイジとケンジ〜所轄と地検の24時〜（2020年） - 伴店長
- 土曜ワイド劇場
  - 「神父・草場一平の推理2」（2005年） - 小川刑事
  - 「牟田刑事官VS終着駅の牛尾刑事そして事件記者冴子6」（2006年） - 栗橋行雄

テレビ東京
- 水曜ミステリー9
  - 「銀座高級クラブママ青山みゆき2」（2008年） - 田所正康
  - 「女かけこみ寺 刑事・大石水穂2」（2009年） - 蕪木仁吉

### 映画
- それでもボクはやってない（2007年） - 駅員
- 東京難民（2014年）